# Lock (förslutning)

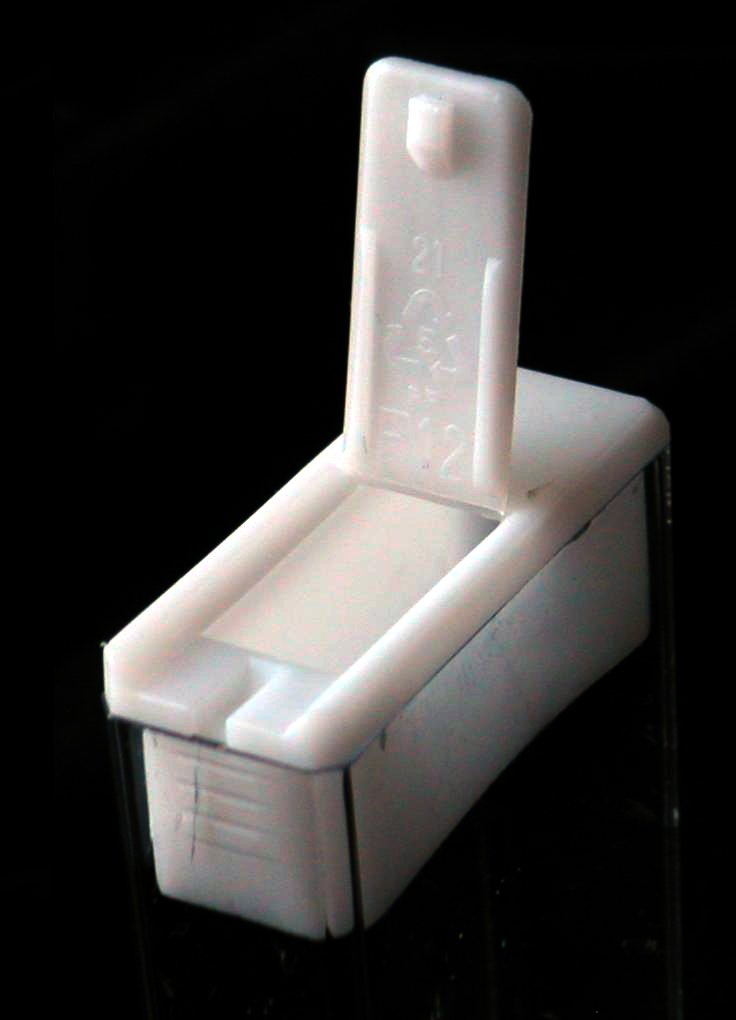
Locket på en mintburk

Ett lock är en del av en behållare och används som förslutningsanordning eller hölje, oftast genom att helt täcka öppningen till behållaren.
Lock har hittats i krukmakerier redan 3100 f.Kr..